# Sant Andreu de Sellui
Sant Andreu de Sellui fou una capella romànica del poble de Sellui, pertanyent al terme de Baix Pallars, del Pallars Sobirà. Pertangué a l'antic terme de Montcortès de Pallars.
Les seves ruïnes estan situades al nord del poble de Sellui, a uns 900 metres de distància, a prop i al nord de l'interfluvi del Barranc de la Borda de Tomeu amb el Riu d'Ancs, a migdia de les Ribaplanelles, a prop de la Font dels Moros, a la Solana del Feneret.
Era una església d'una sola nau amb absis a llevant, tot dins de les característiques línies del romànic del segle xi.